# Tom Leonard
Pour les articles homonymes, voir Tom Leonard et Leonard.
Tom Leonard, né le 15 juillet 1948 à Des Moines, est un joueur de tennis américain.

## Palmarès

### Titre en double (1)
| No | Date       | Nom et lieu du tournoi                         | Catégorie | Dotation | Surface | Partenaire        | Finalistes                     | Score         |  |
| -- | ---------- | ---------------------------------------------- | --------- | -------- | ------- | ----------------- | ------------------------------ | ------------- |  |
| 1  | 30-08-1971 | Tournoi de tennis de South Orange South Orange |           | NC $     | NC      | Robert Carmichael | Clark Graebner Erik van Dillen | 7-6, 6-7, 6-4 |  |

### Finales perdues en double (3)
| No | Date       | Nom et lieu du tournoi                       | Catégorie | Dotation  | Surface      | Vainqueurs                | Partenaire    | Score    |  |
| -- | ---------- | -------------------------------------------- | --------- | --------- | ------------ | ------------------------- | ------------- | -------- |  |
| 1  | 04-03-1974 | Barcelona WCT Barcelone                      |           | NC $      | Terre (ext.) | Arthur Ashe Roscoe Tanner | Tom Edlefsen  | 6-3, 6-4 |  |
| 2  | 19-09-1977 | Tournoi de tennis de Los Angeles Los Angeles |           | 100 000 $ | Dur (ext.)   | Sandy Mayer Frew McMillan | Mike Machette | 6-2, 6-3 |  |
| 3  | 17-04-1978 | Tournoi de tennis de River Oaks Houston      |           | NC $      | NC           | Wojtek Fibak Tom Okker    | Mike Machette | 7-5, 7-5 |  |

### Autres résultats en simple
- Tournoi de Palm Springs : demi-finaliste en 1978